# Bogenberg (Berg)
Der Bogenberg ist ein 432 m hoher Berg am Donaurandbruch bei der Stadt Bogen in Niederbayern und ein Naturschutzgebiet.
Er liegt östlich der Stadt Bogen und überragt das Donautal um etwa 110 Meter. Auf dem Gipfelplateau ragt weithin sichtbar der Turm der Wallfahrtskirche Bogenberg auf. Daher rührt der Beiname Heiliger Berg Niederbayerns. Der Hang zur Donau im Süden fällt steil ab und ist eines der 100 schönsten Geotope in Bayern. Dort findet man eigenartig zerbrochene und aufgeriebene Gesteine, die fast den gesamten markanten Berg aufbauen. Den steilen Westhang hinauf zieht sich der Kreuzweg von der Stadt zur Wallfahrtskirche. Der Nordhang weist die geringste Steigung auf und wird überwiegend als Standortübungsplatz der Graf-Aswin-Kaserne genutzt. Die Ausdehnung der Erhebung entlang der Donau beträgt über einen Kilometer.
Der Berg war namensgebend für das Pfarrdorf Bogenberg, eine früher eigenständige Gemeinde, die nun ein Ortsteil der Stadt Bogen ist.

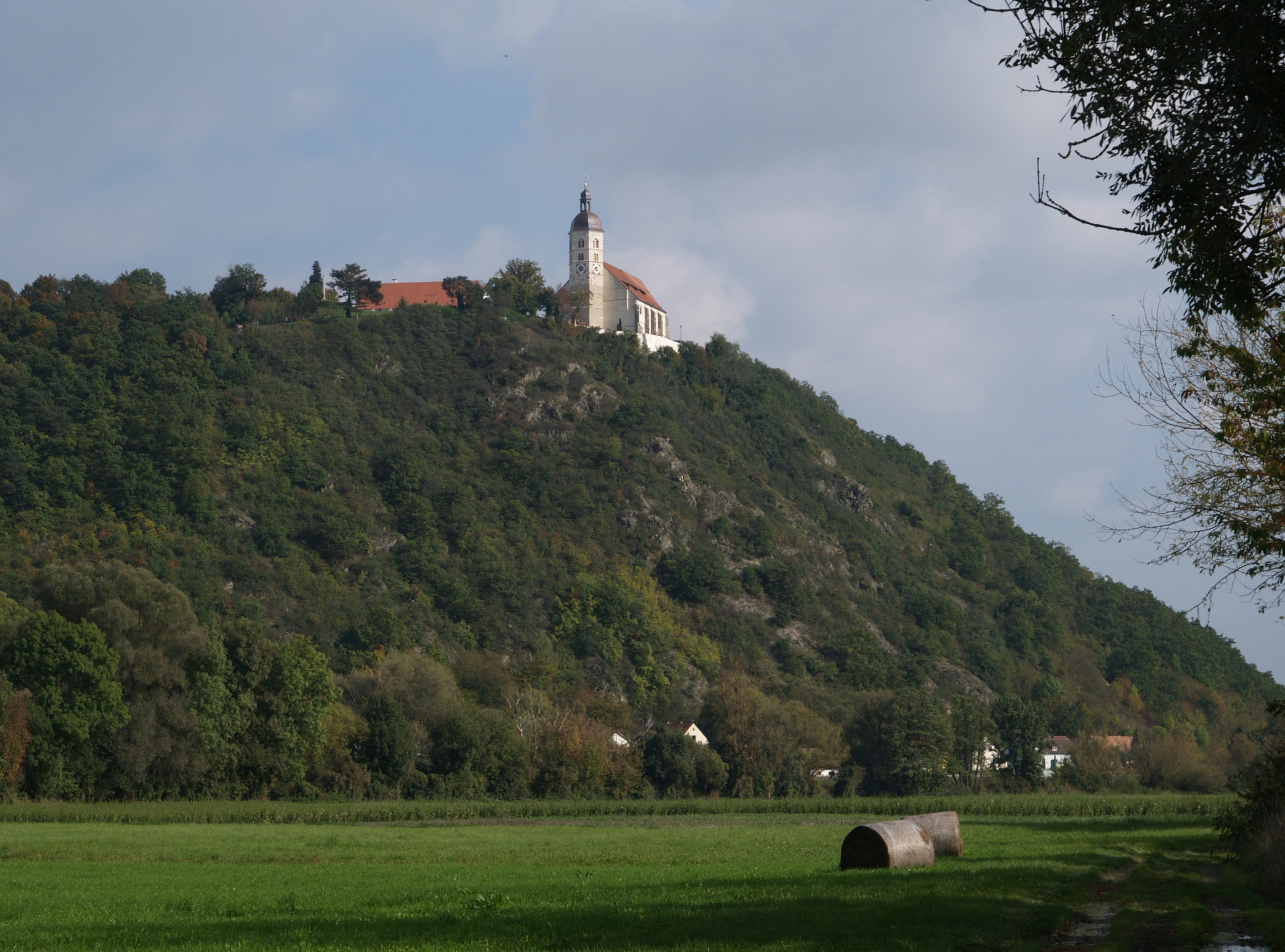
Bogenberg von Donauinsel „Auf der Wörth“
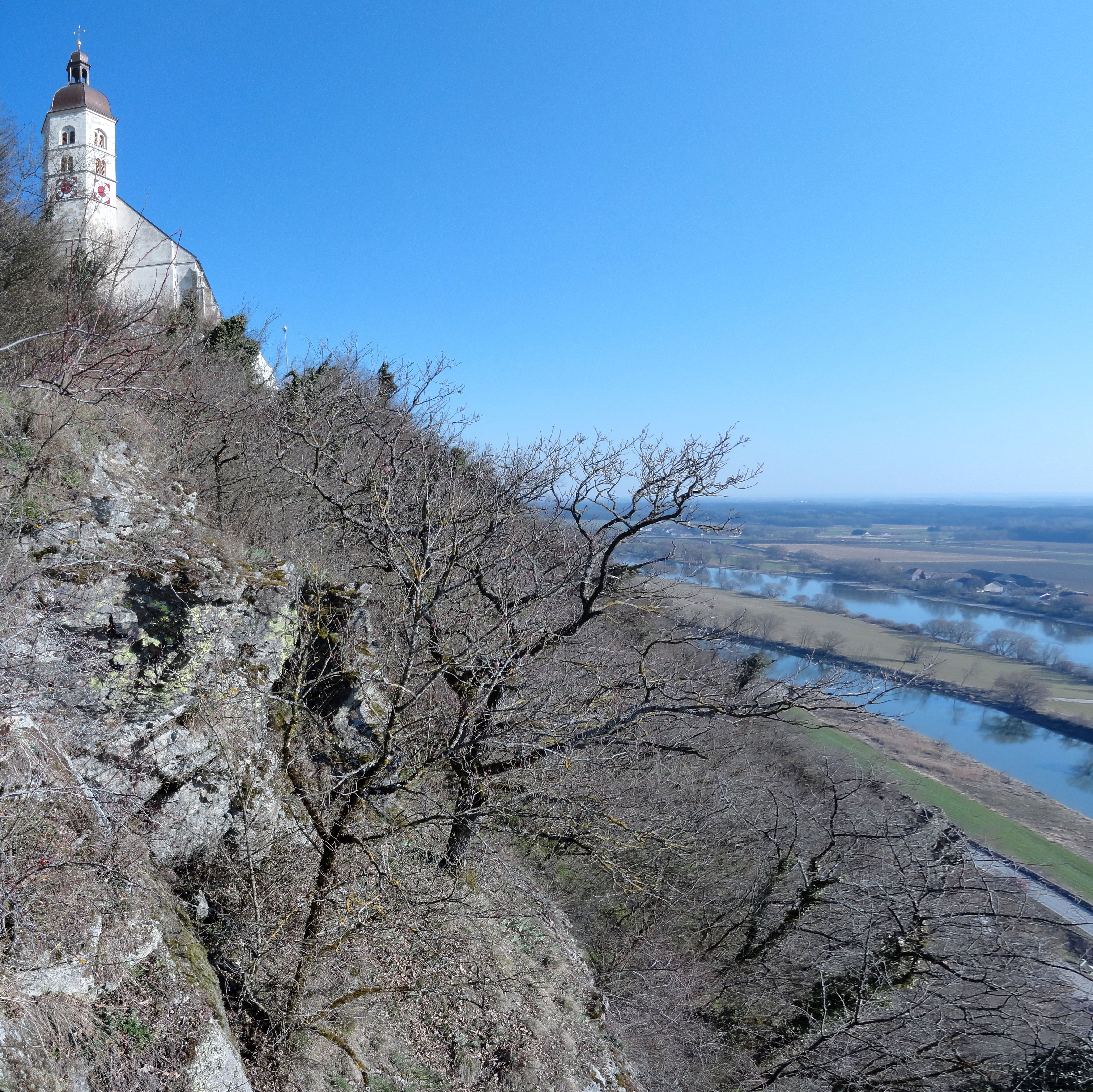
Südhang des Geotops Bogenberg
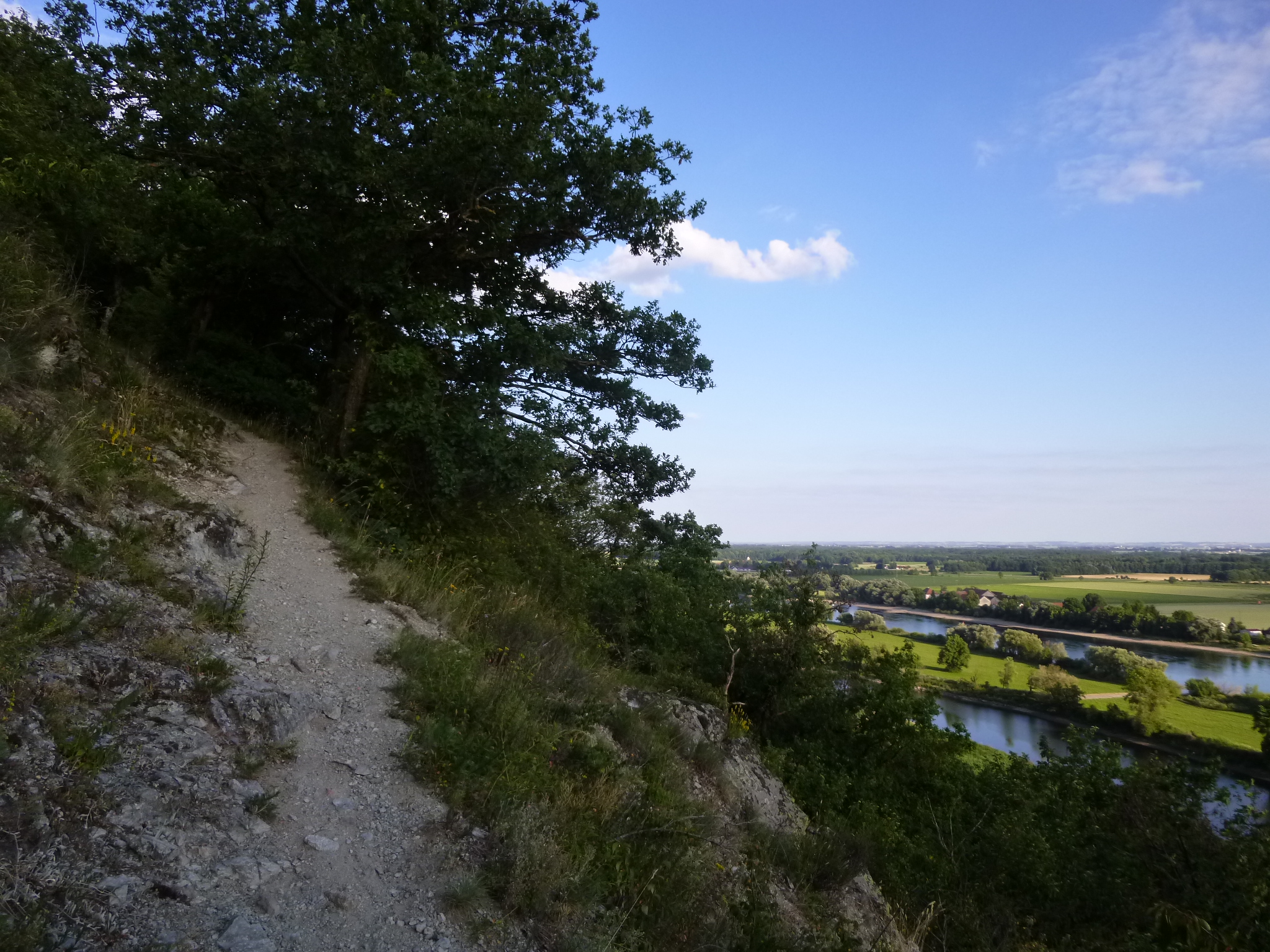
Weg am Steilhang
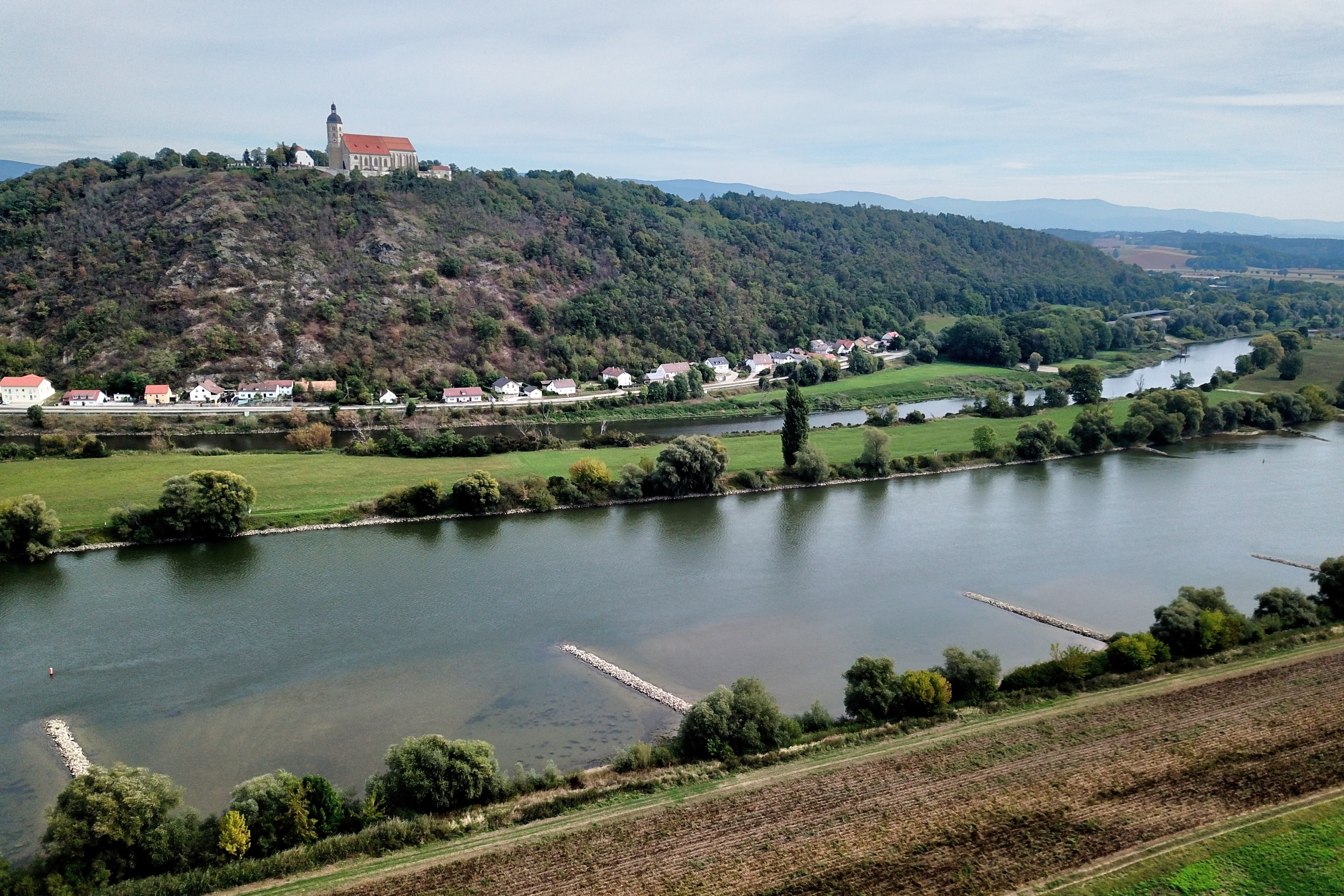
Der Bogenberg – Geotop und „heiliger Berg Niederbayerns“